# جزر غيلبرت
جزر غيلبرت هي مجموعة جزر (970 كم2) وسط المحيط الهادي بين خطي طول 170 و 180. تكون مع مجموعة أليس (إلى الجنوب منها) وجزر صغيرة أخرى مستعمرة بريطانية عاصمتها تاراوا. وهي مكونة من حواجز أو حلقات مرجانية . أهم صادرتها الكوبرا             والفوسفات.